# Spinus atriceps
Il lucherino del Guatemala (Spinus atriceps (Salvin, 1863)) è un uccello passeriforme della famiglia Fringillidae.

## Etimologia
Il nome scientifico della specie, atriceps, deriva dalla parola latina ater, "nero", cui si somma il suffisso (anch'esso di derivazione latina) -ceps, "testa", col significato quindi di "dalla teta scura", in riferimento alla livrea di questi uccelli: il loro nome comune deriva invece dall'areale di distribuzione.

## Descrizione

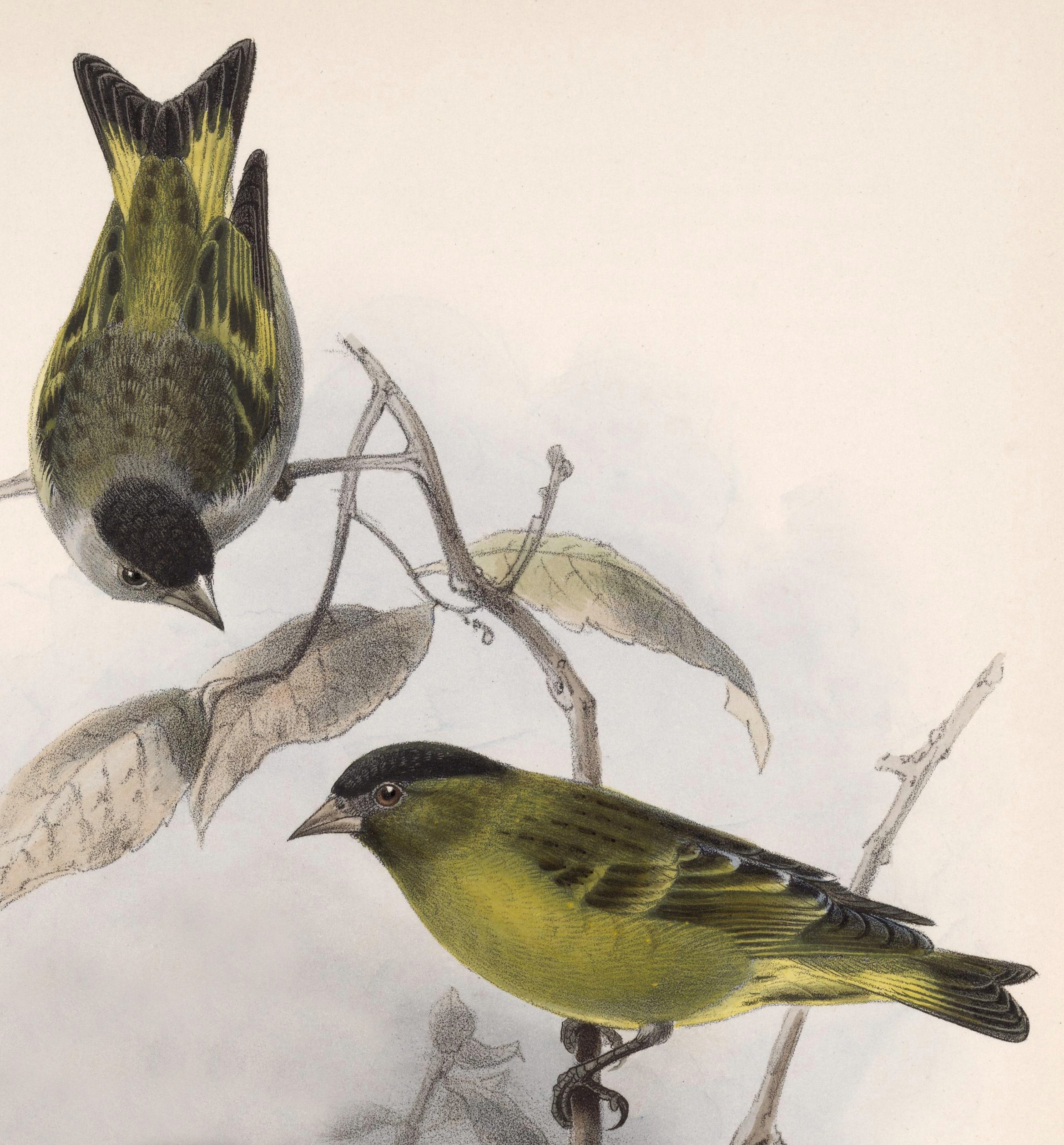
Esemplari in illustrazione del 1902 a cura di Keulemans.

### Dimensioni
Misura 11–13 cm di lunghezza, per un peso di 12,5-14,5 g.

### Aspetto
Sitrata di uccelletti dall'aspetto robusto, muniti di testa arrotondata, becco conico e appuntito, ali anch'esse appuntite e coda dalla punta lievemente forcuta.
Il piumaggio presenta evidente dimorfismo sessuale. Nei maschi la colorazione è dominata dai toni del verde oliva, più scuro sulla testa e più tendente al giallo-verdastro su petto e ventre, mentre fianchi, codione e sottocoda sono di colore giallo puro: ali e coda sono nere coi consueti specchi gialli, mentre sulla testa è presente la classica calottina nera tipica dei lucherini, che in questa specie copre fronte, vertice, sopracciglio e area fra i lati del becco e gli occhi, mentre il pizzetto nero è solo accennato e consistente in un inscurimento dell'area sotto il becco. Nella femmina il lipocromo giallo è quasi del tutto assente e limitato agli specchi alari e caudali, mentre il resto della livrea è dominato dai toni del grigio-berdastro. In ambedue i sessi gli occhi sono di colore bruno scuro, il becco è grigio-nerastro e le zampe sono anch'esse di colore nerastro.

## Biologia
I lucherini del Guatemala sono uccelli dalle abitudini essenzialmente diurne e moderatamente gregarie all'infuori della stagione degli amori, i quali passano la maggior parte della giornata alla ricerca di cibo muovendosi in coppie o piccoli stormi, per poi far ritorno sul far della sera verso posatoi elevati dove passare la notte.

### Alimentazione
Si tratta di uccelli dalla dieta in massima parte granivora, costituita soprattutto da semi di salvia, piante erbacee e pinoli, ma comprendente anche bacche, frutti, germogli e, soprattutto durante il periodo riproduttivo, anche piccoli invertebrati.

### Riproduzione
Mancano dati sulla riproduzione di questi uccelli, tuttavia si presume che essa non differisca significativamente per modalità e tempistica da quanto osservabile negli altri lucherini e più in generale fra i fringillidi.

## Distribuzione e habitat
A dispetto del nome comune, il lucherino del Guatemala non è endemico del Guatemala (del quale peraltro occupa solo la porzione occidentale), ma attraverso la Sierra Madre vive anche nello stato messicano del Chiapas.
L'habitat di questi uccelli è rappresentato dalle pinete montane e submontane, oltre che dalle foreste miste di conifere e latifoglie (principalmente quercia ed ontano) che abbondano sugli altipiani (noti in spagnolo come los Altos) dove la specie prospera.

## Tassonomia
Il lucherino del Guatemala vive in simpatria con la sottospecie perplexus del lucherino delle pinete, con la quale si ibrida facilmente: sebbene alcuni tendano a considerare S. p. perplexus una sottospecie proprio del lucherino del Guatemala, col nome di S. atriceps perplexus, gli studi più recenti sembrerebbero suggerire che questi uccelli potrebbero addirittura rappresentare una specie a sé stante, Spinus perplexus, distinta dalle altre due.
La specie è considerata monotipica.